# طرخشقون أحادي الشكل
طرخشقون أحادي الشكل (الاسم العلمي:Taraxacum uniforme) هو نوع من النباتات يتبع جنس الطرخشقون من الفصيلة النجمية.